# Emanuel König

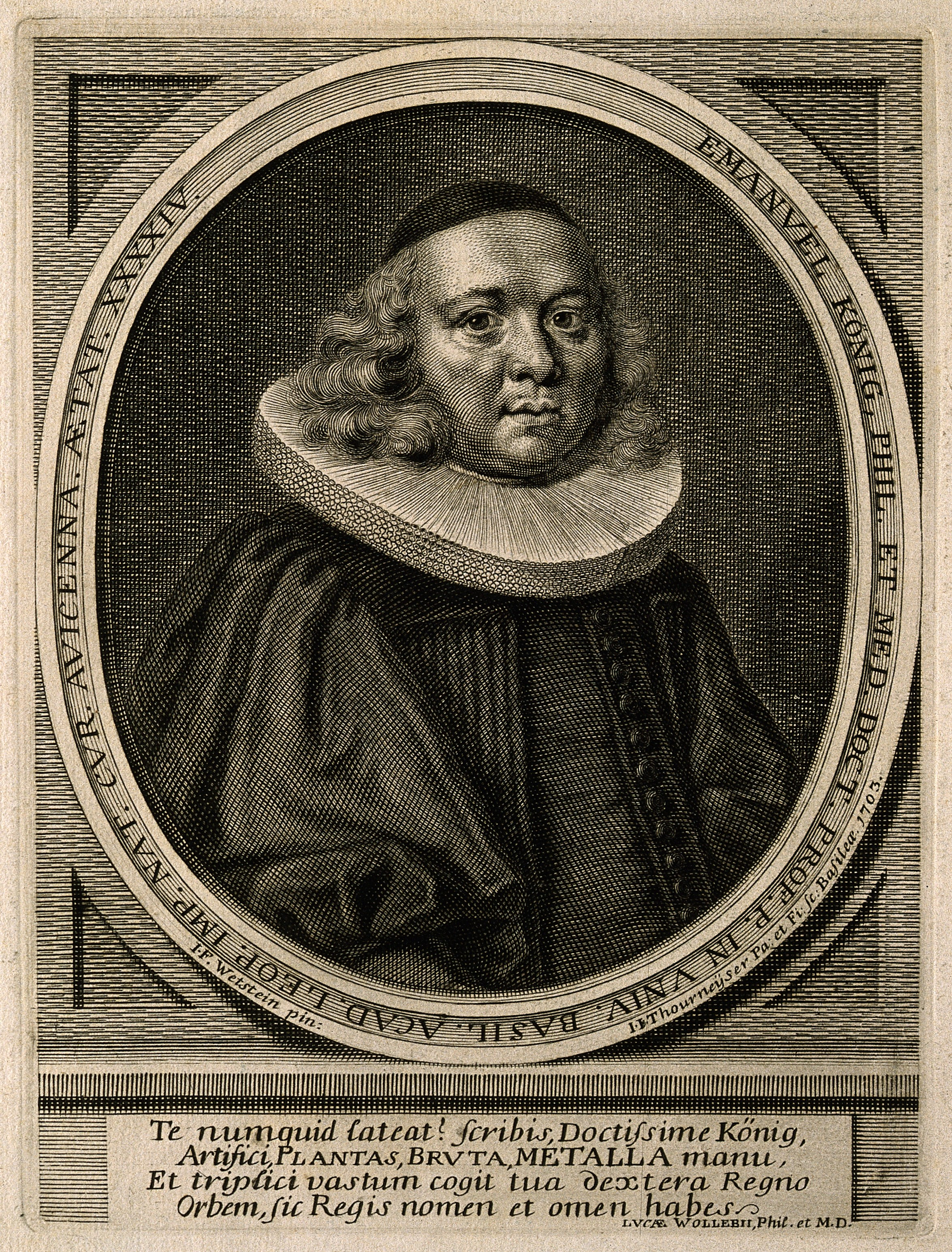
Emanuel König

Emanuel König (* 1. November 1658 in Basel; † 30. Juli 1731 ebenda) war ein Schweizer Physiker und Mediziner. Er war Professor für theoretische Medizin an der Universität Basel. Seine wissenschaftlichen Leistungen werden zwiespältig beurteilt, eine Rezeption in der medizinischen und naturwissenschaftlichen Welt seiner Zeit fanden Königs Werke nicht.

## Leben
Emanuel König war Sohn eines Basler Buchhändlers und studierte in seiner Heimatstadt Medizin und Naturwissenschaften. 1677 erhielt er den Magister der Naturwissenschaft und 1682 promovierte er an der medizinischen Fakultät der Universität Basel. Am 17. August 1682 wurde Emanuel König mit dem akademischen Beinamen Avicenna I. als Mitglied (Matrikel-Nr. 105) in die Leopoldina aufgenommen. Nach Studienreisen durch Italien und Frankreich kehrte er nach Basel zurück und lehrte ab 1695 als Extraordinarius Altgriechisch für die Studenten des Trivium, und ab 1703 Physik; ab 1706 war er Professor für Naturwissenschaften. Von 1711 bis zu seinem Tod 1731 war er Professor für theoretische Medizin. Sein Nachfolger auf diesem Lehrstuhl wurde sein Sohn Emanuel König II.

## Werk
Emanuel Königs wissenschaftliche Leistungen stehen in einer Reihe des wissenschaftlichen Abstieges der medizinischen Fakultät Basel seit etwa 1700, der mit dem Amtsantritt von Theodor Zwinger III. (1658–1724) 1703 und Johann Heinrich Staehlin 1711 markiert werden kann. Erst mit Daniel Bernoulli als Professor der Anatomie ab 1733 gewann Basel wieder Anschluss an die wissenschaftliche Entwicklung der Zeit.
König war Anhänger des Paracelsus und lehrte die aufkommende Iatrochemie, jedoch mit einer sehr mangelhaften Qualität. Seine Bemühungen waren eher enzyklopädischer als schöpferischer Natur. Königs Guldener Arzneischatz neuer niemals entdeckter Medikamenten gilt als eine spekulative Sammlung von Kuriositäten, Zaubermitteln, Beschwörungen und Quacksalbereien; das Werk ist eher der Medizin der sogenannten Dreckapotheke verhaftet als dem Anspruch der Iatrochemie der Zeit. König wählte bei seinen Fakultätskollegen das Pseudonym Avicenna, was durchaus seiner geringeren Bedeutung nicht gerecht wird.
In seinen beiden Werken Regnum minerale und Regnum vegetabile et animale (Basel 1682) unterschied er zwischen den drei Naturreichen der pharmakologischen Iatrochemie (unbelebte, mineralische Natur, Pflanzenreich und Tierreich). Diese Sammlung fasst er 1693 in seinem Κέρας Άμαλτείας Thesaurus remediorum e triplice regno (nach dem Horn der Amalteia, der Ziege des Zeus) noch einmal zusammen.